# Musica Rudolphina
Výzkumné centrum Musica Rudolphina je mezinárodním volným sdružením profesionálních muzikologů a studentů, kteří se svým badatelským zájmem zaměřují na hudbu a hudební kulturu spojenou s činností dvora císaře Rudolfa II. Projekt byl založen v Praze v roce 2012 při příležitosti 400. výročí úmrtí Rudolfa II.
Studium rudolfínské hudby a hudební kultury přesahuje hranice jedné země, obdobně jako umělecké a kulturní aktivity Rudolfa II. a členů jeho dvora. Výzkumné centrum Musica Rudolphina proto zajišťuje vzájemnou spolupráci badatelů působících ve svých mateřských institucích v různých zemích Evropy a světa, která spočívá ve vzájemném sdílení informací, ve způsobu jejich zveřejňování a v koordinaci badatelských témat. 
Výzkumné centrum Musica Rudolphina si klade rovněž za cíl shromažďovat a prostřednictvím svých webových stránek zpřístupňovat tištěné i rukopisné prameny, literaturu a notové edice týkající se tématu rudolfínské hudební kultury. Zároveň se snaží poskytnout přehled o hudebních nahrávkách rudolfínské hudby. Snahou členů výzkumného centra je zároveň iniciovat vznik nových prací souvisejících s tématem rudolfínské hudební kultury, které jsou realizovány vlastní badatelskou, ediční a interpretační činností, ale také prostřednictvím studentské aktivity v rámci seminářů na školách, kde jednotliví spolupracovníci působí.

## Členové
- Mgr. Jan Baťa, Ph.D. (Nadace pro dějiny kultury ve střední Evropě / Ústav hudební vědy Filozofické fakulty Univerzity Karlovy v Praze)
- doc. PhDr. Petr Daněk, Ph. D. (Nadace pro dějiny kultury ve střední Evropě / Katedra muzikológie, Vysoká škola múzických umení v Bratislave)
- Scott Lee Edwards, Ph.D. (Universität Wien)
- Ferran Escrivà-Llorca, Ph.D. (Universitat Politécnica de Valencia)
- Klemen Grabnar (Muzikološki inštitut, Znanstvenoraziskovalni center Slovenske akademije znanosti in umetnosti)
- Prof. Dr. Markus Grassl (Institut für Analyse, Theorie und Geschichte der Musik – Universität für Musik und darstellende Kunst Wien)
- Erika Supria Honisch, Ph.D. (State University of New York-Stony Brook)
- doc. PhDr. Martin Horyna, Ph.D. (Katedra hudební výchovy Pedagogické fakulty Jihočeské univerzity v Českých Budějovicích)
- Prof. PhDr. Marta Hulková, Ph.D. (Katedra hudobnej vedy Filozofickej fakulty Univerzity Komenského v Bratislave)
- Gábor Kiss, C.Sc. (Zenetudományi Intézet, Bölcsészettudományi Kutatóközpont)
- PhDr. Jiří K. Kroupa (Nadace pro dějiny kultury ve střední Evropě)
- Christian Leitmeir, Ph.D. (School of Music, Bangor University)
- Mgr. Vladimír Maňas, Ph.D. (Ústav hudební vědy Filozofické fakulty Masarykovy Univerzity v Brně)
- Prof. Stanislav Tuksar, Ph.D. (Muzička akademija Sveučilište u Zagrebu)
- Mgr. Michaela Žáčková Rossi (Nadace pro dějiny kultury ve střední Evropě)

### Studenti
- Bc. Jan Bilwachs (Ústav hudební vědy Filozofické fakulty Univerzity Karlovy v Praze)
- Mgr. Šárka Hálečková (Ústav hudební vědy Filozofické fakulty Univerzity Karlovy v Praze)
- Mgr. Petra Jakoubková (Ústav hudební vědy Filozofické fakulty Univerzity Karlovy v Praze)
- RNDr., Bc. Hana Tillmanová (Ústav hudební vědy Filozofické fakulty Univerzity Karlovy v Praze)

## Odborná činnost (výběrově)

### Články a studie
- BAŤA, Jan. Hudba v rudolfínské Praze. Harmonie. 2014, čís. 10, s. 3–4.
- DANĚK, Petr. Hudební tisk v rudolfínské Praze. Harmonie. 2014, čís. 11, s. 3–4.
- DANĚK, Petr; ŽÁČKOVÁ ROSSI, Michaela; BAŤA, Jan, et al. Music and musical culture in the Czech lands during the reign of Emperor Rudolf II. Czech Music Quarterly. 2015, čís. 3, s. 29–40. (anglicky)
- HÁLEČKOVÁ, Šárka; BILWACHS, Jan. Carl Luython jako rudolfínský skladatel motet a madrigalů. Harmonie. 2015, čís. 3, s. 4–5.
- TILLMANOVÁ, Hana. Tanec v době rudolfínské: Jak vypadal tanec v době nabíraných okruží a sešněrované etikety španělských rób?. Harmonie. 2015, čís. 1, s. 3–4.
- ŽÁČKOVÁ ROSSI, Michaela. Jak žili hudebníci rudolfínské Prahy?. Harmonie. 2014, čís. 4, s. 4–5.
- Příspěvky z 50. mezinárodního hudebněvědného kolokvia v Brně 2015: Monophony and Polyphony in the Liturgical Music of the 15th and 16th centuries: Coexistence and Mutual Inspiration in Central Europe. (Musicologica Brunensia 2016/1, v tisku)

### Knihy a kritické edice
- DANĚK, Petr. Historické tisky vokální polyfonie, rané monodie, hudební teorie a instrumentální hudby v českých zemích do roku 1630: Se soupisem tisků z let 1488-1628 uložených v Čechách. Praha: Koniasch Latin Press, 2015. ISBN 978-80-87773-13-0.
- Kutnohorský kodex: (Praha, Národní muzeum - České muzeum hudby, sign. AZ 33). Příprava vydání Jan Baťa. Praha: Koniasch Latin Press, 2008. ISBN 978-80-86791-21-0.

### Týmové projekty
- MUSIC IN RUDOLFINE PRAGUE: Projekt interdisciplinární kolektivní monografie osmnácti autorů – členů týmu Musica Rudolphina a externích spolupracovníků (Carmelo Comberiati, Marie-Elizabeth Ducreux, Iain Fenlon, Daniele Filippi, David R. Holeton, Moritz Kelber, Franz Körndle, Pavel Kůrka, Mathias Lundberg, Brian Mann, Karl Vocelka) – vzniká pod vedením Christiana Leitmeira a Eriky Honisch. Na problematiku hudby v rudolfínské Praze pohlíží z mnoha úhlů, které jsou sceleny do následujících tematických okruhů: I. Dvůr – Kostel – Město, II. Hudební repertoár a žánry, III. Hudební prameny a artefakty, IV. Kontexty hudby, V. Kontakty a kulturní výměna. Knihu vydá v roce 2017 prestižní nakladatelství Brill v ediční řadě Brill’s Companions to the Musical Culture of Medieval and Early Modern Europe.
- HUDBA V RUDOLFÍNSKÝCH ČECHÁCH: V roce 2014 vznikl projekt s časopisem o klasické hudbě, jazzu a world music Harmonie, který patří mezi nejsledovanější hudební periodika v Čechách. Od května 2014 vychází v tomto časopise seriál o hudební kultuře rudolfínské Prahy a předbělohorských Čech, který připravují členové týmu Musica Rudolphina. Jedná se o texty doplněné bohatou ikonografií, které jsou psány popularizačním stylem, nicméně vycházejí z badatelských aktivit a zájmů členů teamu. Určené jsou nejširší veřejnosti odborné i laické.

### Individuální projekty
- BAŤA, Jan
  - Hudební kultura Prahy 1526-1620: situace, prameny, instituce (GA ČR, reg. č. 408/09/1922)
- DANĚK, Petr
  - Korpus historických hudebních tisků na území ČR, I: 1500-1630 (GA ČR, reg. č. 408/09/1857)
- ŽÁČKOVÁ ROSSI, Michaela
  - Hudba na dvoře Rudolfa II. ve světle císařských účetních knih (1576-1612) (GA ČR, reg. č. 408/06/0449)
  - Hudba na dvoře Rudolfa II. ve světle císařských účetních knih (1576-1612) - 1. část (GA UK, reg. č. 1288213)
  - Hudební rod Zykotů (Zigottů) z Perknýřova Ostrova. Příspěvek ke studiu měšťanského života Prahy v době rudolfínské (Vnitřní grant FF UK, reg. č. VG 141)